# Leonardo Silva
Leonardo Fabiano da Silva e Silva, más conocido como Leonardo Silva (Río de Janeiro, 22 de junio de 1979), es un futbolista brasileño. 
Juega de defensor y su equipo actual es el Atlético Mineiro del Campeonato Brasileño de Serie A.

## Clubes
| Club                | País                   | Años            |
| ------------------- | ---------------------- | --------------- |
| America RJ          | Brasil                 | 1997-2001       |
| Brasiliense         | Brasil                 | 2002-2003       |
| Bahia               | Brasil                 | 2004            |
| Palmeiras           | Brasil                 | 2005            |
| Portuguesa (cedido) | Brasil                 | 2006            |
| Juventude (cedido)  | Brasil                 | 2007            |
| Al-Wahda (cedido)   | Emiratos Árabes Unidos | 2007 - 2008     |
| Vitória (cedido)    | Brasil                 | 2008            |
| Cruzeiro            | Brasil                 | 2009 - 2010     |
| Atlético Mineiro    | Brasil                 | 2010 - Presente |

## Palmarés

### Como jugador

#### Campeonatos regionales
| Título                 | Club             | Estado       | Año  |
| ---------------------- | ---------------- | ------------ | ---- |
| Campeonato Brasiliense | Brasiliense      | Brasilia     | 2002 |
| Campeonato Baiano      | Vitória          | Bahía        | 2008 |
| Campeonato Mineiro     | Cruzeiro         | Minas Gerais | 2009 |
| Campeonato Mineiro     | Atlético Mineiro | Minas Gerais | 2012 |
| Campeonato Mineiro     | Atlético Mineiro | Minas Gerais | 2013 |
| Campeonato Mineiro     | Atlético Mineiro | Minas Gerais | 2015 |
| Campeonato Mineiro     | Atlético Mineiro | Minas Gerais | 2017 |

#### Campeonatos nacionales
| Título                       | Club             | País   | Año  |
| ---------------------------- | ---------------- | ------ | ---- |
| Campeonato Brasileño Serie C | Brasiliense      | Brasil | 2002 |
| Copa de Brasil               | Atlético Mineiro | Brasil | 2014 |

### Campeonatos internacionales
| Título              | Club             | Sede           | Año  |
| ------------------- | ---------------- | -------------- | ---- |
| Copa Libertadores   | Atlético Mineiro | Belo Horizonte | 2013 |
| Recopa Sudamericana | Atlético Mineiro | Belo Horizonte | 2014 |